# Cannomois scirpoides
Cannomois scirpoides là một loài thực vật có hoa trong họ Restionaceae. Loài này được (Kunth) Hochst. mô tả khoa học đầu tiên năm 1845.